# バートン・リヒター
バートン・リヒター（Burton Richter、英語発音: [bəːrtn riktər]＝バートン・リクター、1931年3月22日 - 2018年7月18日）は、アメリカ合衆国の物理学者。

## 略歴
スタンフォード線形加速器センター（Stanford Linear Accelerator Center：SLAC）で陽電子-電子衝突ビーム装置（Stanford Positron-Electron Asymmetric Ring：SPEAR）の企画、建設に貢献した。1974年にジェイプサイ中間子をサミュエル・ティンのチームとほぼ同時に発見し、1976年にノーベル物理学賞を受賞した。
ニューヨークに生まれ、マサチューセッツ工科大学で学んだ。スタンフォード大学の教授であった時、アメリカ・原子エネルギー委員会の補助をうけて、ディビッド・リストンと陽電子-電子衝突ビーム装置SPEARを建設した。1974年のJ/ψ粒子の発見は、チャームクォークが存在することを確定させた。SPEARはJ/ψ粒子を発見したほか、マーティン・パールもSPEARにより1975年にτ粒子を発見した。リヒターは1984年から1999年の間、SLACの所長を務めた。

## 受賞歴
- 1975年 - アーネスト・ローレンス賞
- 1976年 - ノーベル物理学賞
- 2007年 - フィリップ・アベルソン賞
- 2010年 - エンリコ・フェルミ賞
- 2014年 - アメリカ国家科学賞